# Colori e simboli della Virtus Entella

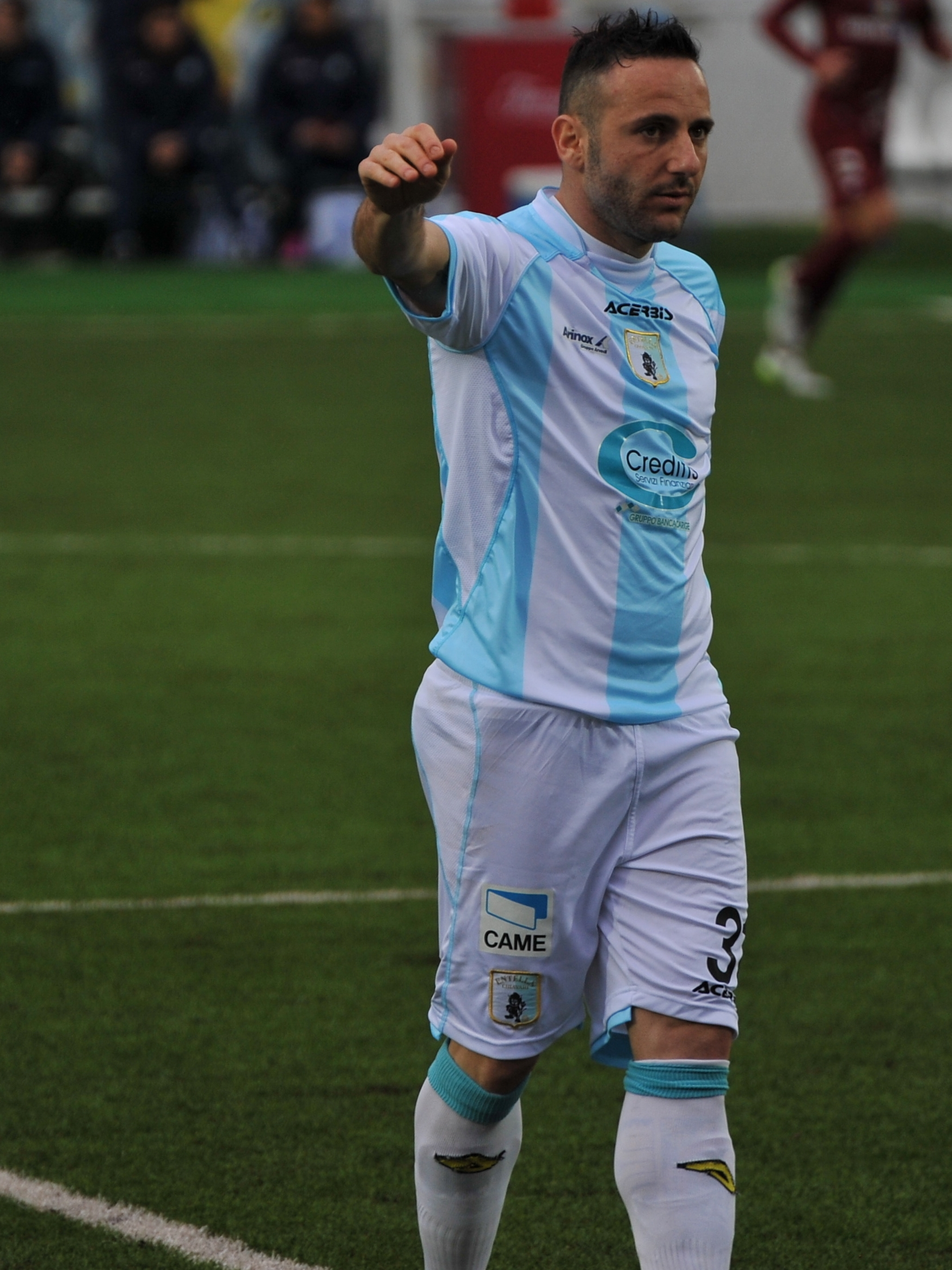
Aniello Cutolo nel 2015 indossa la classica maglia dell'Entella a strisce verticali biancocelesti, qui con pantaloncini e calzettoni bianchi.

I colori e simboli della Virtus Entella sono l'insieme degli elementi di brand identity della principale squadra di calcio di Chiavari.

## Colori

### Prima divisa
La tradizionale maglia da gioco della squadra è, sin dal 1914 quando venne ratificata dalla prima assemblea del club successivamente ad essere stata utilizzata in partite amichevoli, a strisce verticali bianche e celesti. È stata sostituita con una nera con scudo biancoceleste tra il 1920 e il 1963 e con una verde nella stagione 2002-2003. Tra gli anni 1960 e gli anni 1990 è stata inoltre occasionalmente proposta con fantasie diverse dalle strisce verticali e molteplici gradazioni di azzurro e blu, oltre che in versioni con larga o totale predominanza del colore bianco.

#### Origini

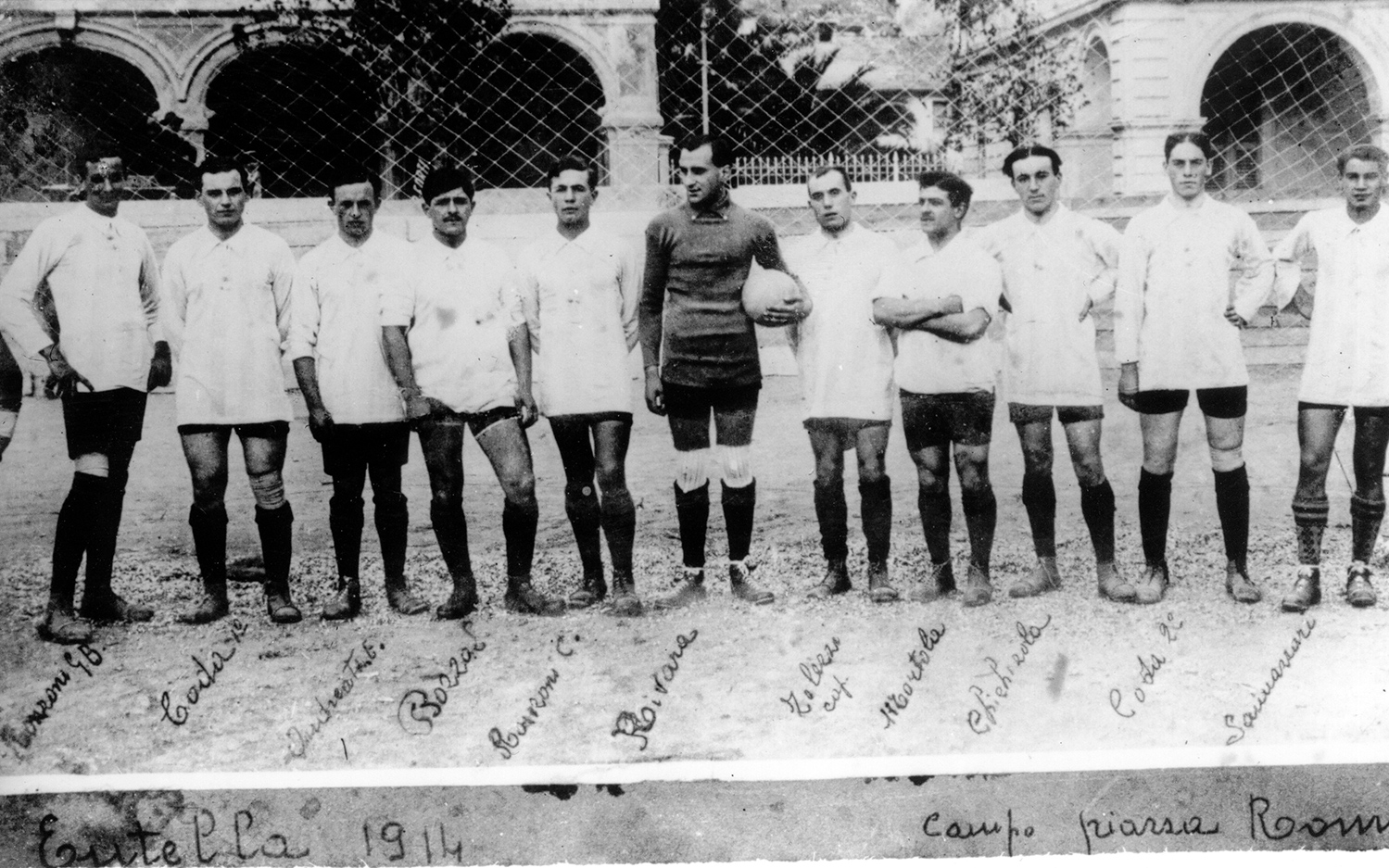
1914: la prima divisa dell'Entella.

Quando l'Entella scese in campo per la sua prima partita amichevole, il 14 marzo 1914, lo fece indossando una maglia a manica lunga con strisce verticali bianche e celesti e colletto bianco, corredata da pantaloncini e calzettoni neri.
Secondo una leggenda le tinte della divisa sarebbero state suggerite da Enrico Sannazzari – uno dei fondatori del sodalizio – in omaggio alla divisa definitivamente adottata dalla Nazionale argentina circa due anni prima. Non risulta che Sannazzari si fosse personalmente recato in America meridionale antecedentemente agli anni 1920, mentre è noto che all'epoca fossero vivi scambi culturali tra Chiavari e l'area, legati al fenomeno dell'emigrazione italiana: la scelta dei colori sociali della neonata squadra viene quindi tradizionalmente associata ad un tributo ai colori nazionali che lo stato australe aveva fatto propri sin dal 1810.
La prima assemblea del club, tenutasi nel giugno del 1914, ratificò i colori sociali e dal 1915 la maglia venne mutata in una versione con strisce più larghe e colletto bicolore. Dalle fotografie dell'epoca emerge che non sempre tutti gli atleti indossavano divise completamente identiche, anche in considerazione dell'attività a carattere meramente amichevole svolta dal sodalizio e degli eventi bellici in corso; in un articolo di giornale del 1917 i giocatori dell'Entella vennero citati come "i bianchi".
Nel 1919 venne introdotta una nuova versione della divisa che prevedeva colletto celeste con laccetti bianchi e per la prima volta l'abbinamento a pantaloncini bianchi.

#### Dal 1920 al 1963

Natalino De Rossi nel 1962 con la maglia neroscudata.

Nel 1920, constatata la tendenza del celeste a stingere durante il lavaggio delle maglie, la società abbandonò la divisa originaria optando per una composta da maglia nera con scudo biancoceleste sul petto, colletto nero e laccetti bianchi, corredata da pantaloncini neri e calzettoni neri con bordi biancocelesti. Il colletto venne abbandonato nel 1928, quando fu adottata una maglia nera con scollo a V con striscia orizzontale biancoceleste. Ad una sola stagione di distanza, nel 1929, la squadra dismise la striscia orizzontale tornando allo scudo biancoceleste sul petto – ora in versione più geometrica – ma mantenendo lo scollo a V e modificando i calzettoni. Nel 1935 la maglia subì una piccola modifica, con la comparsa di una striscia biancoceleste attorno allo scollo a V.
Nel secondo dopoguerra la tinta nera della divisa venne aspramente criticata da tifosi avversari e giornali locali perché ricordava il colore politico del disciolto Partito Nazionale Fascista. Nel 1946 la squadra aggiunse alla stessa inserti biancocelesti, abbandonandola nel 1949 per passare al colore grigio. La divisa neroscudata fece il suo ritorno a partire dal 1951 in una versione con maglia girocollo, modificata nel 1960 con l'aggiunta di un colletto con laccetti bianchi e l'abbinamento a pantaloncini blu.

#### Dal 1963 al 2001

Negli anni 1980 comparvero sulla divisa le prime sponsorizzazioni.

Nella stagione 1963-1964, in occasione del cinquantenario della società, l'Entella riprese ad indossare le originarie maglie biancocelesti a strisce verticali abbinandovi pantaloncini bianchi; già la stagione successiva la divisa venne modificata con strisce della maglia più strette e pantaloncini neri. Dal 1966 la società passò ad una maglia interamente bianca con pantaloncini dello stesso colore, mentre le stagioni successive questi divennero blu, fino all'adozione di bordi blu anche sulla maglia, avvenuta nel 1970. Dal 1971 e per tutto quel decennio si assistette al ritorno delle strisce verticali, sia celesti sia blu, con abbinamento a pantaloncini bianchi o blu; le sole eccezioni furono le stagioni 1977-1978 e 1979-1980 in cui venne nuovamente adottata la maglia interamente bianca.
Gli anni 1980 videro il ritorno del colletto – assente sulla prima divisa dal 1963 – e numerose varianti: bande orizzontali bianche e azzurre, maglia blu con sottili righe verticali bianche e dal 1984 completi interamente bianchi con sottili righe verticali celesti o blu. Dal 1982 apparvero inoltre sulle divise le prime sponsorizzazioni tecniche e commerciali, la prima delle quali fu "Elce Arredamenti". Dal 1987 la società tornò alle strisce verticali – blu, azzurre o celesti – adottando quindi design completamente innovativi nella prima metà degli anni 1990.
Dal 1993 al 2001 si assistette a divise più tradizionali, con strisce verticali bianche e celesti – azzurre nella sola stagione 2000-2001 – e pantaloncini neri o bianchi.

#### Dal 2002

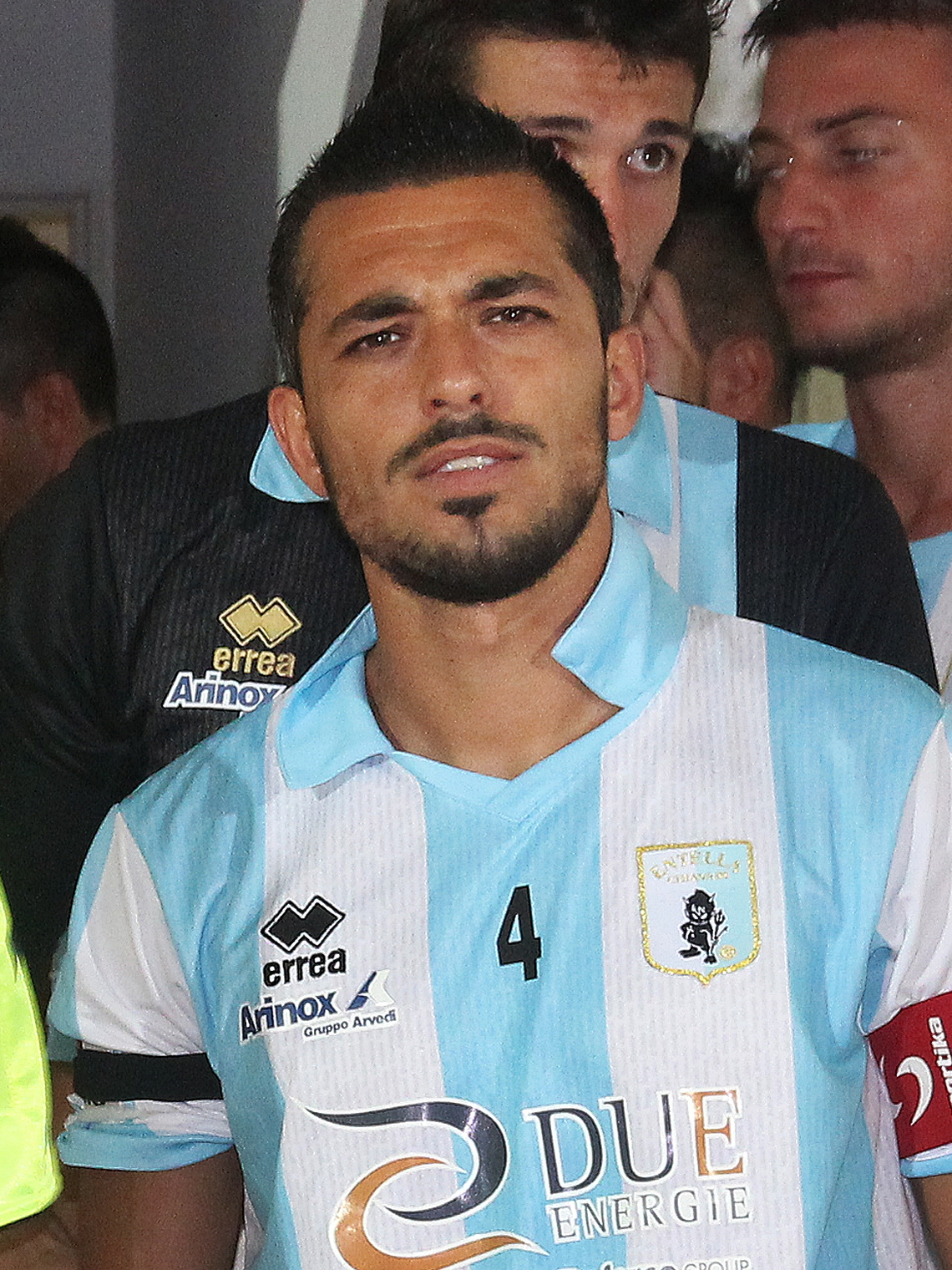
Gennaro Volpe e Andrea Paroni nel 2013 con la maglia celebrativa del centenario.

Nella stagione 2002-2003, la prima disputata dopo la revoca dell'affiliazione alla Federazione Italiana Giuoco Calcio, la maglia da gioco fu realizzata da Erreà in colore verde. Dal 2003 la divisa tornò alle tradizionali strisce verticali biancocelesti, mantenute per tutto il decennio – con variazioni di tonalità fino all'azzurro – nei kit realizzati da Macron, Sportika e nuovamente Erreà, assieme ai pantaloncini bianchi.
Nella stagione 2013-2014, per celebrare il centenario della società, Erreà creò una versione della maglia riportante i nomi di tutti i giocatori scesi in campo nella storia del sodalizio, che tra le altre caratteristiche includeva nuovamente anche un colletto. Tra il 2014 e il 2017 Acerbis adottò due varianti con strisce verticali larghe, mentre Adidas reintrodusse design maggiormente tradizionali con le maglie del 2018, 2020, 2022 e 2024, quest'ultima battezzata "Albiceleste".

#### Evoluzione
| 1914-1915 | 1915-1919 | 1919-1920 | 1920-1928 | 1928-1929 | 1929-1935 | 1935-1946 | 1946-1949 | 1949-1951 |

| 1951-1955 | 1955-1958 | 1958-1959 | 1959-1960 | 1960-1963 | 1963-1964 | 1964-1966 | 1966-1967 | 1967-1970 |

| 1970-1971 | 1971-1973 | 1973-1975 | 1975-1976 | 1976-1977 | 1977-1978 | 1978-1979 | 1979-1980 | 1980-1981 |

| 1981-1982 | 1982-1984 | 1984-1985 | 1985-1986 | 1986-1987 | 1987-1988 | 1988-1990 | 1990-1991 | 1991-1992 |

| 1992-1993 | 1993-1994 | 1994-1995 | 1995-1997 | 1997-2000 | 2000-2001 | 2002-2003 | 2003-2005 | 2005-2008 |

| 2008-2009 | 2009-2013 | 2013-2014 | 2014-2016 | 2016-2018 | 2018-2020 |  | 2020-2022 |  | 2022-2024 | 2024-2025 |

### Seconda divisa

#### Storia

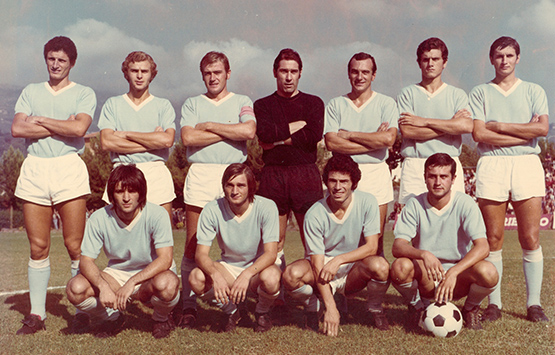
La squadra nella stagione 1971-1972 con seconda divisa celeste.

Inizialmente la società non era dotata di una seconda divisa stabile e – in caso di similitudine cromatica con l'uniforme di gioco degli avversari – ricorreva a pantaloncini di differente colore o all'utilizzo di maglie di recupero, come fece nell'immediato secondo dopoguerra utilizzando le maglie rosse di una squadra cittadina minore non più in attività. Nel 1946 la società adottò una divisa innovativa per il sodalizio avente maglia bianca con striscia orizzontale celeste, pantaloncini blu e calzettoni blu con inserto bianco, mentre a partire dal 1947 reintrodusse la maglia a strisce biancocelesti verticali degli albori, in una versione con scollo a V bordato di celeste corredata da pantaloncini bianchi e calzettoni a strisce orizzontali bianche e celesti, della quale dal 1949 propose una variante con pantaloncini blu.
Negli anni successivi adottò per questo ruolo una maglia bianca, sostituita dal 1954 da una divisa totalmente nuova con maglia celeste, pantaloncini bianchi e calzettoni celesti con bordo bianco, revisionata la stagione successiva aggiungendo un largo colletto (assente sulla prima maglia dal 1928) e calzettoni neri. Dal 1963 assunse il ruolo di seconda maglia quella neroscudata, successivamente sostituita con differenti colori, come il celeste, il bianco, l'azzurro, il blu ed il rosso.
Nel 2003 la società prese la decisione di adottare nuovamente la colorazione nera per la seconda divisa, scelta mantenuta negli anni seguenti con l'aggiunta nel 2009 di inserti biancocelesti nel kit realizzato da Erreà. Nel 2014 il medesimo sponsor tecnico realizzò – come per la prima divisa – una maglia con riportati i nomi di tutti i giocatori scesi in campo per l'Entella nel corso della sua storia. Acerbis scelse nelle due versioni del 2014 e 2016 di proseguire con i dettagli biancocelesti su base nera, mentre Adidas nel 2018 realizzò una versione in blu scuro uniforme. Sempre Adidas fornì le versioni nera con texture a pixel nel 2019 e nera con dettagli oro nel 2021 e nel 2024.

#### Evoluzione
| 1945-1946 | 1946-1947 | 1947-1949 | 1949-1951 | 1951-1954 | 1954-1955 | 1955-1956 | 1956-1958 | 1958-1959 |

| 1959-1961 | 1961-1963 | 1963-1967 | 1967-1971 | 1971-1972 | 1972-1977 | 1977-1978 | 1978-1981 | 1981-1982 |

| 1982-1984 | 1984-1985 | 1985-1988 | 2003-2005 | 2005-2008 | 2008-2009 | 2009-2013 | 2013-2014 | 2014-2016 |

| 2016-2018 | 2018-2019 | 2019-2021 | 2021-2024 | 2024-2025 |

### Terza divisa

#### Storia

Giorgio Fazzini e Giordano Chiesa con la terza divisa nella stagione 1977-1978.

Nella stagione 1957-1958 la squadra utilizzò tre tipologie di divise, inclusa una composta da maglia girocollo nera con striscia biancoceleste orizzontale sul petto, pantaloncini bianchi e calzettoni neri con inserto biancoceleste utilizzata anche in occasione dell'ultima giornata del vittorioso Campionato Interregionale. Nella stagione 1963-1964 la terza divisa fu completamente bianca, a differenza di quelle con maglia di colore nero delle stagioni 1964-1965 e 1972-1973: Innovative furono le terze divise della stagione 1976-1977 e di quella seguente. Nella stagione 1985-1986 venne introdotta una terza divisa interamente gialla, utilizzata anche per il precampionato successivo in una versione priva di sponsor.
Dal 2009 la società si è dotata stabilmente di una terza divisa, proposta in varie gradazioni di rosso, ma anche in oro nel 2010 e grigia nel 2020 e nel 2024, quest'ultima versione denominata "steel" (inglese, in italiano "acciaio").

#### Evoluzione
| 1957-1958 | 1963-1964 | 1964-1965 | 1972-1973 | 1976-1977 | 1977-1978 | 1985-1986 | 2009-2010 | 2010-2012 |

| 2012-2014 | 2014-2016 | 2016-2018 | 2018-2020 | 2020-2022 | 2022-2024 | 2024-2025 |

### Divise celebrative
Il 14 gennaio 2019, in occasione della partita valida per gli ottavi di finale di Coppa Italia disputatasi allo stadio Olimpico contro la Roma, l'Entella scese in campo con una maglia celebrativa riportante sul petto in colore oro il logo della Coppa Italia ed il testo "COPPA ITALIA - OTTAVI DI FINALE - AS ROMA-VIRTUS ENTELLA - 14.01.2019 STADIO OLIMPICO".
Il 15 marzo 2025, giorno successivo al 110° anniversario di fondazione, in occasione della 32ª giornata della Serie C 2023-2024 la squadra scese in campo per la partita contro la Lucchese indossando una maglia celebrativa battezzata "Enrico" in onore del calciatore Enrico Sannazzari, composta da banda diagonale celeste su campo bianco con raffigurato un asso di picche, simbolo personale del giocatore.
| 2018-2019 Coppa Italia Ottavi di Finale | 2023-2024 Serie C 110 anni |

### Divise speciali
Nel 1920, al momento dell'adozione della maglia neroscudata, la compagine disputò due sole partite con una divisa con un vistoso scudo biancoceleste sul petto. Lo stile della maglia suscitò ilarità tra i tifosi – soprattutto quelli di sesso femminile – dai quali il fregio venne scherzosamente definito u bavieù ("bavaglino" in lingua ligure).
Il 7 marzo 2015, in occasione della partita di campionato contro il Cittadella i numeri di maglia dei giocatori dell'Entella furono composti da fotografie raffiguranti i volti di 2000 tifosi.
| Dicembre 1920 | Marzo 2015 |

## Simboli ufficiali

### Stemma
L'Entella adottò un proprio gagliardetto nel 1924, in occasione dei festeggiamenti per i dieci anni del sodalizio. Dal 1935 lo stemma fu costituito da uno scudo sannitico partito, nel primo di bianco e nel secondo di celeste, alzate le parole in lettere maiuscole di marrone in due righe "A.C. ENTELLA", abbassata la figura di un pallone da calcio in cuoio.
Tra il 1982 e il 1993 lo stemma riportò la nuova dicitura societaria "A.C. ENTELLA BACEZZA" con l'aggiunta del toponimo "CHIAVARI" e di alcuni dettagli in giallo, colore sociale della società incorporata. In questi anni lo stemma venne proposto in diverse varianti, alcune delle quali con bordo giallo, dettagli verdi e blu - colori dello stemma della città di Chiavari - oppure con la figura di un pallone da calcio a pannelli pentagonali neri ed esagonali bianchi. Per la sola stagione 1986-1987 la squadra inserì sulle maglie da gioco lo stemma della Città di Chiavari, simile a quello comunale.

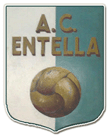
Lo stemma adottato dall'Entella nel 1935.
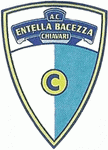
Una delle varianti dello stemma dell'Entella Bacezza, dal 1982 al 1993.
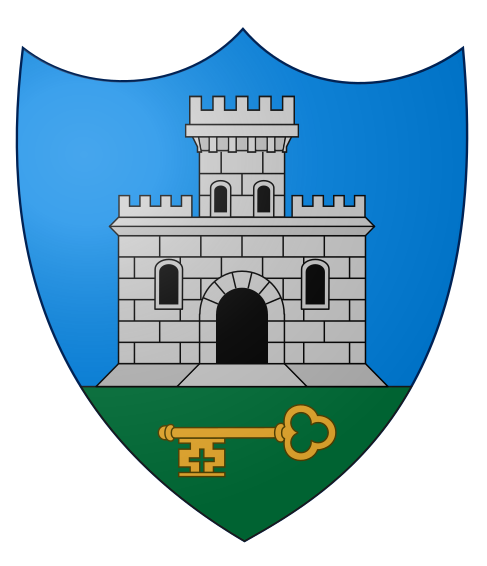
Lo stemma della Città di Chiavari utilizzato sulle maglie della stagione 1986-1987.

Dal 1993 lo scudo dello stemma divenne a pali bianchi e celesti con raffigurazione al suo interno dello stemma della città di Chiavari. Similarmente, venne adottato uno stemma celeste con la figura di un castello merlato tra il 2003 e il 2005.
Dal 2005, lo stemma della Virtus Entella è costituito da uno scudo sannitico con bordo marrone, partito nel primo di bianco e nel secondo di celeste, alzate le parole in lettere maiuscole di marrone in due righe "ENTELLA CHIAVARI", abbassata la figura di un diavolo nero impugnante con la sinistra un tridente posto in palo e la figura di un pallone da calcio in cuoio. Nel 2014 venne realizzato un logo per la celebrazione del centenario della squadra, di forma circolare partito nel primo di bianco e nel secondo di celeste, il numero in oro "100", bordatura nera con alzati i numeri in bianco "1914 - 2014" e abbassata la parola in lettere maiuscole in bianco "CHIAVARI", seconda bordatura biancoceleste, fascia in oro con la parola in lettere maiuscole in marrone "ENTELLA".

Lo stemma della Virtus Entella dal 2005.
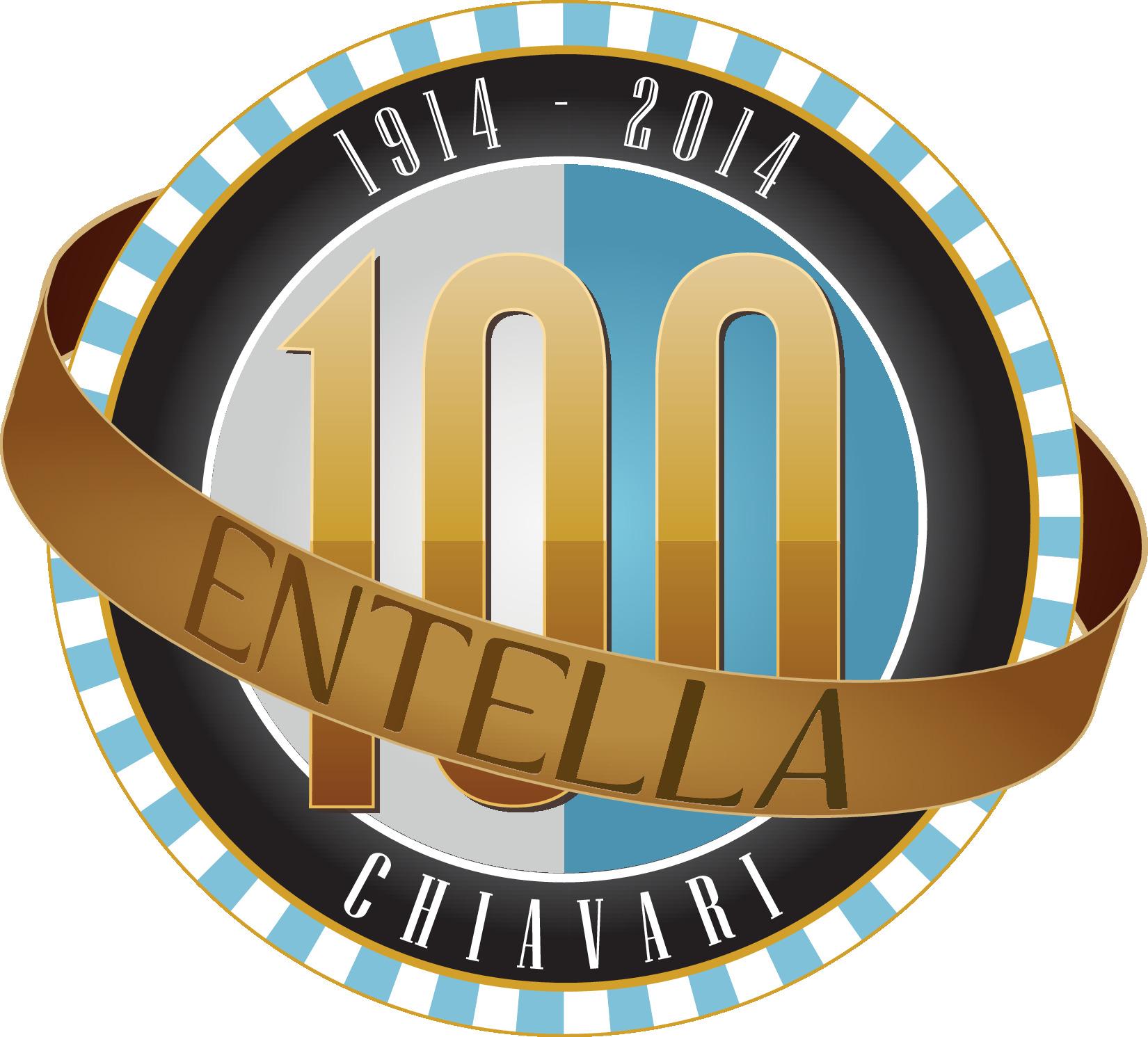
Il logo utilizzato per la celebrazione del centenario della squadra (2014).

### Inno
Negli anni 1980 la società adottò quale inno ufficiale la canzone Inno all'Entella, pubblicata dall'artista Raimondo Veronese nel 1985.
Dal 2009 l'inno ufficiale è Forza Entella!!!, composto da Luca Scherani e Fabrizio Pagliettini, cantato da Nicolò Pagliettini e dai giocatori della prima squadra.

### Mascotte
La mascotte della società fu ideata nel 1930 dal giornalista sportivo Dario Costa, che in seguito fu anche presidente dell'Entella. Traendo ispirazione dalla rubrica L'araldica dei calci curata da Carlo Bergoglio e pubblicata sul Guerin Sportivo, accostò la figura di un diavolo nero alla squadra, che in quegli anni scendeva in campo in tenuta neroscudata.
Dal 2005 il diavolo nero è presente sulla stemma della squadra ed è raffigurato in alcuni dei gadget ufficiali distribuiti dalla società.